# Östen Määttä
Östen Määttä, född 27 september 1940 i Kiruna, är en svensk före detta professionell ishockeyspelare. Hans moderklubb är Kiruna AIF.
Både Östen och hans äldre bror Eilert Määttä tillhörde Skellefteå AIK samtidigt, under säsongerna 1961/1962 och 1962/1963. Den sistnämnda säsongen vann Skellefteå SM-silver.